# Loi de Hall-Petch
La loi de Hall-Petch est une relation entre la contrainte à partir de laquelle un matériau polycristallin subit une déformation plastique et la taille de ses grains.

## Formulation
La loi de Hall-Petch s'écrit :
{\displaystyle \sigma _{c}=\sigma _{0}+{\frac {k}{\sqrt {d}}}}
où {\displaystyle \sigma _{c}} désigne la contrainte critique, {\displaystyle d} est la taille des cristallites et {\displaystyle \sigma _{0}} et {\displaystyle k} sont des constantes.